# Ромашково (Сумская область)
Ромашково (укр. Ромашкове) — село,
Ромашковский сельский совет,
Середино-Будский район,
Сумская область,
Украина.
Код КОАТУУ — 5924485601. Население по переписи 2001 года составляло 377 человек.
Является административным центром Ромашковского сельского совета, в который, кроме того, входят сёла
Демченково и
Лесовая Поляна.

## Географическое положение
Село Ромашково находится на берегу реки Знобовка,
выше по течению на расстоянии в 2 км расположено село Шалимовка,
ниже по течению на расстоянии в 1,5 км расположено село Чернацкое.
На расстоянии в 1,5 км расположено село Лесовая Поляна.
Через село проходит автомобильная дорога Т-1915.

## История
Ромашково было поселено старостой Новгорода-Северского Александром Пясочинским или его сыном Яном в 40-х годах XVII века и до начала национально-освободительной войны украинского народа против господства Польши находилось во владении семьи Пясочинских.
После освобождения Украины от поляков оно было включено в число «ратушных сёл» и около 1677 года пожаловано новгород-северскому протопопу Елисею Зеленицкому.
После смерти Зеленецкого гетман Мазепа в 1698 году отдал Ромашково вместе «со всеми его принадлежностями и посполитыми крестьянами» компанейскому полковнику Григорию Пашковскому (? — 1701), а от него оно в 1701 году перешло к его жене Гликерии.
В октябре 1709 года Иван Скоропадский отобрал Ромашково у Гликерии Пашковской и 13 октября 1709 года пожаловал его «на обиход его милости дворовой» Андрею Петровичу Измайлову, служившему с 30 июля 1709 года по сентябрь 1710 года ближним стольником в Глухове.
После увольнения А. П. Измайлова с должности стольника, Ромашково было возвращено под власть гетманскую и в 1715 году отдано Глуховскому сотнику Ивану Мануйловичу Мануйловичу (? — 1740), который по ревизии 1723 года владел в нём 11 дворами и 5 хатами, а казаки — 16 дворами.
В 1740 году Иван Мануйлович умер. После его смерти Ромашково унаследовала его единственная дочь Мария Ивановна Мануйлович (? — 1763—1765). Однако по решению Малороссийского генерального суда от 29 мая 1746 года оно у неё было отобрано и передано её двоюродному брату Дмитрию Васильевичу Оболонскому, сыну её тети Анастасии Мануйлович, которая долго спорила со своим братом Иваном за часть наследства, оставшегося после смерти их отчима — глуховского сотника Василия Фёдоровича Ялоцкого.
Вскоре после присуждения Ромашкова Дмитрию Оболонскому он подарил его своему зятю — бунчуковому товарищу Андрею Павловичу Раковичу (? — до 1749), внуку компанейского полковника Григория Пашковского, а после его смерти оно перешло по наследству к его жене и детям — бунчуковым товарищам Захару Андреевичу Раковичу (? — до 1788) и Лаврентию Андреевичу Раковичу (ок. 1741 — после 1809).
На момент описания Новгород-Северского наместничества 1779—1781 гг. З. А. Ракович владел в Ромашково 21 двором и 26 хатами, Л. А. Ракович — 16 дворами и 20 хатами, выборные казаки — 5 дворами и 10 хатами, подпомощники — 14 дворами и 24 хатами, а казачьи подсоседки — 1 двором, 2 хатами и 1 бездворной хатой.
После смерти братьев Раковичей их наследники распродали свои ромашковские владения и к концу 20-х годов XIX века в селе уже «было много помещиков, однако все они были мелкопоместными, больше двухсот душ ни у кого не было: Григорий Герасимович Соколик, который имел больше всего крепостных крестьян, лучшую в селе усадьбу и винокуренный завод; Новиковы, которые владели в Ромашково усадьбой и винокурней; Дергуновы, Лазаревичи, Иван Крелевецкий, Иосиф Крелевецкий» и другие.
По воспоминаниям Александра Фёдоровича Липского, в начале XIX века Ромашково представляло собой «такую глушь, каких немного во всей Черниговской губернии. Глушь непроглядную. Село находилось на речке, разделявшей его на две части, каждая версты по две, если не больше. В конце правой стороны находилась деревенская церковь. Левая сторона села называлась „тот бок“ и совершенно отделялась широким прудом и островом. Река между селом была широка и во многих местах глубока, берега заросли очеретом и камышом. На ней было три мельницы. Раков, плотвы, окуней, линей, карасей и щук была бездна».
Накануне отмены крепостного права, в 1859 году, в Ромашково проживало 879 жителей. Большинство из них были крепостными и принадлежали нескольким помещикам: Аполлинарию Селитрям, владевшему в 1860 году 114 крепостными мужского пола, Ф. Н. Новикову, И. М. Закоморному и другим собственникам.
В пореформенное время в Ромашково проживали помещики Селитрям, Левандовские, Примаковы, Ярмуши, Новиковы, Белиговские и другие. Новиковы владели усадьбой, которая находилась на левом берегу реки Знобовки, а Белиговские — на правом. В селе работали 3 ветряных мельницы, 1 постоялый двор и 1 винокуренный завод И. М. Закоморного, на котором в 1860—1861 гг. производилось около 6300 вёдер водки в год.
Издавна в Ромашково функционировала Покровская церковь деревянной постройки, в которой в 1779—1781 гг. служил священник Ялинский и один причетник. Однако со временем она обветшала, и в 1877 году на её месте была возведена новая церковь, которая по одним данным была деревянной, а по другим — кирпичной.
В октябре 1860 года в Ромашково была открыта первая церковно-приходская школа, в которой в 1860—1861 учебном году обучалось 26 мальчиков, а в 1885 году — земская школа, которую в 1901 году посещало 30 мальчиков и 7 девочек. Школа находилась в общественном доме и содержалась за счет средств земства в сумме 125 руб. и сельского общества в сумме 160 руб.

## Происхождение названия
О происхождении названия села точных сведений не сохранилось. Существует предположение, что оно происходит от имени крестьянина Ромашка Кашлова, который в середине XVII века имел бортные ухожья в этих местах.